# Вал Атанариха
Вал Атанариха — укреплённая линия (вал), возведённая вождём вестготского племени тервингов Атанарихом. Располагался между берегами рек Герасиуса (современный Прут) и Дуная на земле остготского племени таифалов (современная Олтения). Скорее всего, для строительства вала использовались старые римские укрепления (лимес), называвшиеся Limes Transalutanus.